# Мультирегион
Мультирегион — российская телекоммуникационная компания, существовавшая в 2000-е годы. Штаб-квартира располагалась в Москве. C 2010 года принадлежит компании ОАО «Мобильные ТелеСистемы».

## История
Компания была основана в феврале 2004 года, в Москве. Были начаты проекты по строительству сетей передачи данных в Новосибирске, Магнитогорске, Омске (была построена сеть в микрорайоне «Радуга», после чего, в 2007 году компания купила две местные компании — ООО «Омские телекоммуникации» и ООО «Интели» и объединила активы) и Волгограде. В сентябре 2005 году была куплена первая компания — ООО «Теликс» из Санкт-Петербурга.
В 2006 году компания приобрела ещё 14 региональных операторов. Так же были начаты 4 проекта по строительству сети в городах Балашиха, Челябинск, Тамбов, Арзамас.
В 2007 году было куплено 5 операторов и в 2008 году — один. Кроме того, основан кабельный оператор в Кисловодске.
В июне 2010 года компания поглощена ОАО «Мобильные ТелеСистемы», и передана в управление другой дочерней компании МТС — ЗАО «Комстар-Регионы». По состоянию на конец сентября 2010 года головной офис ЗАО «Мультирегион» практически перестал существовать. Региональные компании/филиалы вошли в структуру ЗАО «Комстар-Регионы».

## Собственники и руководство
- Дмитриев, Сергей Александрович — генеральный директор
- Петров, Алексей Владимирович — заместитель генерального директора, директор по развитию
- Ермилов, Алексей Леонидович — технический директор
- Ивандикова, Елена Викторовна — главный бухгалтер

## Компании группы
| Название компании                                          | Город                                                                                | Время присоединения |
| ---------------------------------------------------------- | ------------------------------------------------------------------------------------ | ------------------- |
| ООО «Теликс» ЗАО «Теликс»                                  | Санкт-Петербург                                                                      | сентябрь 2005       |
| ООО «Жанр»                                                 | Владимир                                                                             | январь 2006         |
| ООО «ВятКТВ»                                               | Киров                                                                                | февраль 2006        |
| ООО «КомТел-ТВ»                                            | Белгород                                                                             | февраль 2006        |
| ООО «Гарант Антенна»                                       | Рязань                                                                               | май 2006            |
| ООО «МКС Читы»                                             | Чита                                                                                 | май 2006            |
| ООО «Орион СКТ» ООО «Сеть-Телеком» ООО «Орион М» ООО «ТКТ» | Магнитогорск                                                                         | август 2006         |
| ООО «Саровтелеком»                                         | Саров                                                                                | август 2006         |
| ООО «Коминтел» ЗАО «Коминтел»                              | Тюмень                                                                               | сентябрь 2006       |
| ООО «Экстраком»                                            | Чехов                                                                                | октябрь 2006        |
| ООО «Омские Телекоммуникации» ООО «Интели»                 | Омск                                                                                 | январь 2007         |
| ЗАО «ТИНЕТ» ЗАО «НПФ КОМТЕК Ко» ООО «ОРИЗОН»               | Комсомольск-на-Амуре                                                                 | февраль 2007        |
| ОАО «ТК Спектр»                                            | Сосновый Бор                                                                         | август 2007         |
| ООО «Новая Россия — КТВ»                                   | Новороссийск                                                                         | август 2007         |
| ООО «Камтелеком»                                           | Петропавловск-Камчатский                                                             | ноябрь 2007         |
| ЗАО «Сиброн КТВ»                                           | Иркутск                                                                              | июнь 2008           |
| «start up» проекты (под брендом Multinex)                  | Новосибирск Магнитогорск Омск Волгоград Балашиха Челябинск Тамбов Арзамас Кисловодск | 2006—2007           |

## Деятельность
Компания предоставляет телекоммуникационные услуги, такие как интернет, кабельное телевидение, передача голосовой информации. В холдинг входит 37 региональных операторов связи, деятельность осуществляется на территории всех федеральных округов России. Все компании группы используют единый бренд — Multinex и единую систему автоматизации деятельности предприятий связи — АСР Fastcom.